# ایوار لیکه (سیاستمدار)
ایوار لیکه (انگلیسی: Ivar Lykke; ۹ ژانویهٔ ۱۸۷۲ – ۴ دسامبر ۱۹۴۹) سیاست‌مدار اهل نروژ بود. وی از ۵ مارس ۱۹۲۶ تا ۲۸ ژانویه ۱۹۲۸ نخست‌وزیر این کشور بود.
ایوار لیکه در ۴ دسامبر ۱۹۴۹، بعد از یک دوره طولانی بیماری در سن ۷۷ سالگی درگذشت.